# Juan Cruz Bolado
Juan Cruz Bolado Morici (Mendoza, Argentina; 22 de julio de 1997) es un futbolista argentino. Juega como guardameta y su equipo actual es Cienciano de la Liga 1 del Perú.

## Trayectoria
Realizó las categorías formativas en Godoy Cruz. En el 2016 debido a la lesión de Sebastian Moyano, habitual suplente de Godoy Cruz, Bolado salió en el banco de suplentes por primera vez en encuentro ante Huracán. Tuvo su debut profesional con el club en una derrota por 2-1 ante Independiente en la Primera División de Argentina el 9 de noviembre de 2019.Fue suplente de Rodrigo Rey y el uruguayo Leonardo Burian.  
Tras no tener continuidad con el Tomba, rescindió su contrato, En febrero de 2021, se unió al Deportivo Maipú en la Primera B Nacional.Tuvo bastante continuidad en su primer año en el club, en su segundo año perdería continuidad tras una luxación en el hombro.
En enero de 2023, firmó con el Independiente Rivadavia.
En junio de 2023, fue fichado por el Libertad Fútbol Club de la Serie A de Ecuador, obteniendo así su primera experiencia internacional.Debido a sus grandes actuaciones logró salvar el descenso a final de temporada.
Luego de estar un semestre sin equipo; el 13 de diciembre del 2024 es oficializado como nuevo refuerzo de Club Cienciano por una temporada. Su debut oficial con el equipo incaico se da frente a Universitario de Deportes por la fecha 2 del Torneo Apertura en una derrota de 3 a 2.

## Clubes
Actualizado al último partido disputado el 11 de mayo de 2024.
| Club                    | País          | Año           | Partidos | Goles |
| ----------------------- | ------------- | ------------- | -------- | ----- |
| Godoy Cruz              | Argentina     | 2016-2020     | 6        | 0     |
| Deportivo Maipú         | Argentina     | 2021-2022     | 32       | 0     |
| Independiente Rivadavia | Argentina     | 2023          | 3        | 0     |
| Libertad F. C.          | Ecuador       | 2023-2024     | 17       | 0     |
| Cienciano               | Perú          | 2025-Act      | -        | -     |
| Total carrera           | Total carrera | Total carrera | 58       | 0     |